# Silas Nacita
Silas Nacita (Bakersfield, 25 novembre 1993) è un giocatore di football americano statunitense, di ruolo runningback.
Ha giocato a football americano a livello di college presso la Cornell University e successivamente alla Baylor University. Nel 2016 si è trasferito in Germania, giocando nei Marburg Mercenaries (2016 e 2018) e nei Frankfurt Universe (2017). Nel 2019 ha giocato nei Guelfi Firenze, dove ha ritrovato Lynx Hawthorne e Art Briles, rispettivamente suo compagno di squadra e suo allenatore a Baylor.
Nel 2022 ha firmato con gli austriaci Danube Dragons per la disputa dei playoff.
Nel 2023 ha giocato in European League of Football con gli svizzeri Helvetic Guards.
A fine 2023 si ritira dal football giocato 

## Statistiche di gioco
|                                   |                                   |    |                | Corse      | Corse   | Corse          | Ricezioni   | Ricezioni | Ricezioni        | Altro          | Altro             | Altro    |    |
| Stagione                          | Stagione                          | G  | Yd All-purpose | Yd Portate | Portate | Yd Per portata | Yd Ricevute | Ricezioni | Yd Per passaggio | Yd Punt return | Yd Kickoff return | Yd Varie | TD |
| --------------------------------- | --------------------------------- | -- | -------------- | ---------- | ------- | -------------- | ----------- | --------- | ---------------- | -------------- | ----------------- | -------- | -- |
| 2008                              |                                   | ?  | ?              | ?          | ?       | ?              | ?           | ?         | ?                | ?              | ?                 | ?        | ?  |
| 2009                              |                                   | ?  | ?              | ?          | ?       | ?              | ?           | ?         | ?                | ?              | ?                 | ?        | ?  |
| 2010                              |                                   | ?  | ?              | ?          | ?       | ?              | ?           | ?         | ?                | ?              | ?                 | ?        | ?  |
| 2011                              |                                   | ?  | ?              | ?          | ?       | ?              | ?           | ?         | ?                | ?              | ?                 | ?        | ?  |
| Totale high school (BHS Drillers) | Totale high school (BHS Drillers) | ?  | ?              | ?          | ?       | ?              | ?           | ?         | ?                | ?              | ?                 | ?        | ?  |
| 2012                              | IVY                               | 10 | 99             | 99         | 36      | 2.75           | 0           | 0         | 0                | 0              | 0                 | 0        | 6  |
| Totale college (Cornell Big Red)  | Totale college (Cornell Big Red)  | 10 | 99             | 99         | 36      | 2.75           | 0           | 0         | 0                | 0              | 0                 | 0        | 6  |
| 2014                              | BIG12                             | 5  | 191            | 191        | 31      | 6.16           | 0           | 0         | 0                | 0              | 0                 | 0        | 3  |
| 2014                              | Cotton Bowl                       | 1  | 0              | 0          | 0       | 0              | 0           | 0         | 0                | 0              | 0                 | 0        | 0  |
| Totale college (Baylor Bears)     | Totale college (Baylor Bears)     | 6  | 31             | 191        | 31      | 6.16           | 0           | 0         | 0                | 0              | 0                 | 0        | 3  |
| 2016                              | GFL                               | 14 | 3031           | 1581       | 229     | 6.9            | 492         | 43        | 11.4             | 47             | 911               | 0        | 25 |
| 2017                              | GFL                               | 16 | 2203           | 1394       | 185     | 7.5            | 417         | 28        | 14.9             | 161            | 231               | 0        | 21 |
| 2017                              | BIG6                              | ?  | ?              | ?          | ?       | ?              | ?           | ?         | ?                | ?              | ?                 | ?        | ?  |
| 2018                              | GFL                               | 14 | 2696           | 808        | 144     | 5.6            | 1005        | 65        | 15.5             | 140            | 743               | 0        | 21 |
| Totale Marburg Mercenaries        | Totale Marburg Mercenaries        | 28 | 5727           | 2389       | 373     | 6.41           | 1497        | 108       | 13.9             | 187            | 1654              | 0        | 46 |
| Totale Frankfurt Universe         | Totale Frankfurt Universe         | ?  | ?              | ?          | ?       | ?              | ?           | ?         | ?                | ?              | ?                 | ?        | ?  |
| 2019                              | 1Div                              |    |                |            |         |                |             |           |                  |                |                   |          |    |
| Totale Guelfi Firenze             |                                   |    |                |            |         |                |             |           |                  |                |                   |          |    |
| Totale high school                | Totale high school                | ?  | ?              | ?          | ?       | ?              | ?           | ?         | ?                | ?              | ?                 | ?        | ?  |
| Totale college                    | Totale college                    | 16 | 290            | 290        | 67      | 4.33           | 0           | 0         | 0                | 0              | 0                 | 0        | 9  |
| Totale giovanili                  | Totale giovanili                  | ?  | ?              | ?          | ?       | ?              | ?           | ?         | ?                | ?              | ?                 | ?        | ?  |
| Totale GFL                        | Totale GFL                        | 44 | 7930           | 3783       | 558     | 6.78           | 1914        | 136       | 14.1             | 348            | 1885              | 0        | 67 |
| Totale Prima Divisione            |                                   |    |                |            |         |                |             |           |                  |                |                   |          |    |
| Totale campionati nazionali       | Totale campionati nazionali       | ?  | ?              | ?          | ?       | ?              | ?           | ?         | ?                | ?              | ?                 | ?        | ?  |
| Totale BIG6                       | Totale BIG6                       | ?  | ?              | ?          | ?       | ?              | ?           | ?         | ?                | ?              | ?                 | ?        | ?  |
| Totale coppe europee              | Totale coppe europee              | ?  | ?              | ?          | ?       | ?              | ?           | ?         | ?                | ?              | ?                 | ?        | ?  |
| Totale squadre maggiori           | Totale squadre maggiori           | ?  | ?              | ?          | ?       | ?              | ?           | ?         | ?                | ?              | ?                 | ?        | ?  |
| Totale                            | Totale                            | ?  | ?              | ?          | ?       | ?              | ?           | ?         | ?                | ?              | ?                 | ?        | ?  |

## Palmarès
- 1 Austrian Bowl (2022)